# Sinikka Ortmark Stymne
Sinikka Onerva Ortmark Stymne, född Saarinen 15 juli 1935 i Helsingfors, är svensk författare. Efter tidigare äktenskap med Jarmo Tenhunen, Åke Ortmark och Bertil Almgren är hon sedan 1 december 2007 gift med Bengt Stymne. 

## Biografi
Ortmark Stymne, som är dotter till Paul Saarinen och Ebba Saarinen, född Korhonen, vistades i Sverige som krigsbarn 1944–1945. Hon återkom till Sverige 1961 och har sedan dess varit bosatt i Stockholm. I sin första bok (1969) skildrade hon i dagboksform den tid då hon bröt upp från sitt liv som typisk hemmafru för att vidareutbilda sig och ge sig ut på den svenska arbetsmarknaden. I Finland hade hon  varit sekreterare till verkställande direktören på Finlands Industriförbund och Finlands byggarbetsgivaförbund.  
Ortmark Stymne är filosofie kandidat i pedagogik och statsvetenskap. Hon har arbetat som redaktör på Liber förlag/Liber Läromedel och Liber koncern, som departementssekreterare i regeringskansliets förvaltningskontor och som avdelningsdirektör/informationschef på Statskontoret. Hon har även varit med och startat Finskspråkiga redaktionen på Sveriges Radio 1969. I en rad böcker har hon behandlat ämnet finländska krigsbarn och har riktat uppmärksamheten mot hur de två separationer som dessa barn utsattes för inte sällan ledde till allvarliga skador på självtillit och självkänsla. och jämfört detta med dagens ensamkommande flyktingbarn. Hon har varit ordförande i Kirjakone, en stödförening för sverigefinsk kvalitetslitteratur, i Riksförbundet Finska krigsbarn och Stockholmsföreningen Finska Krigsbarn. Sedan slutet av 1980-talet har hon föreläst om sitt författarskap men främst under rubriken Krigsbarn igår och flyktingbarn idag. 
Finlands president Sauli Niinistö förlänade Sinikka Ortmark Stymne riddartecknet av Finlands Vita Ros’ orden 2021 som tack för hennes värdefulla insatser för relationerna mellan Finland och Sverige under många år. 
Hon har tre barn i äktenskapet med Åke Ortmark.